# Áden
Áden (arabul عدن) város Jemenben, 1967-től 1990-ig a Jemeni Népi Demokratikus Köztársaság fővárosa az Arab-félsziget déli partján, az Ádeni-öböl mellett.

## Földrajz

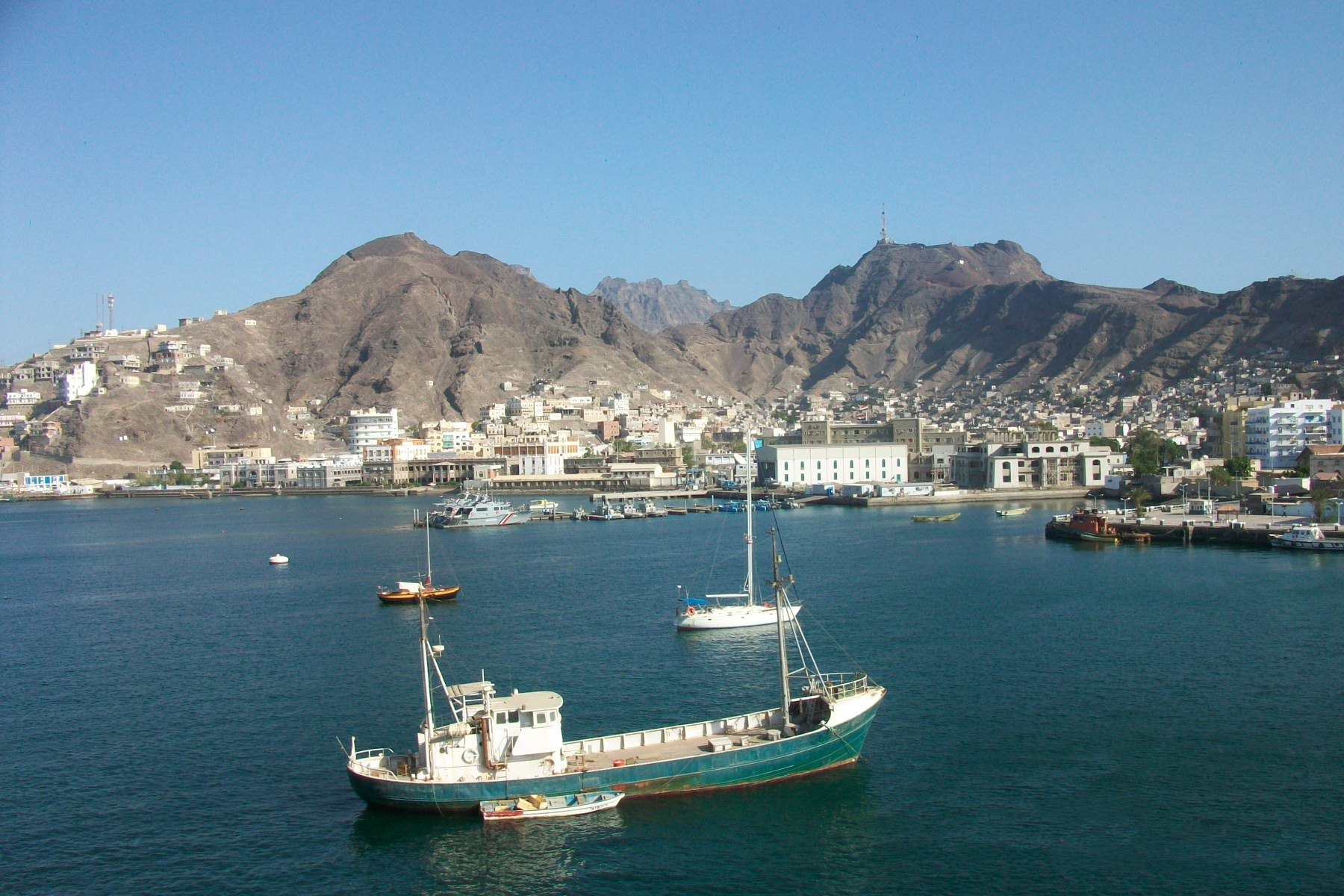
Áden

A város kedvező földrajzi helyzetét a Vörös-tenger déli kapujától, a Bab el-Mandeb-tengerszorostól – ahol az Indiát és Kelet-Afrikát Európával összekötő hajóutak találkoznak – mindössze 150 km-re való közelségének köszönheti.
Kitűnő természetes kikötőjét a negyedidőszak végén, úgy 50 000-100 000 éve lezajlott vulkáni tevékenység hozta létre. A tűzhányó a sík part közvetlen közelében, a tenger alól emelkedett ki, melyet aztán a hullámok lassú, türelmes munkája széles fövenyturzással kapcsolt a szárazföldhöz, így a kialudt bazaltvulkán félszigetté vált, két oldalán védett öblökkel. A pusztuló kráter sziklataraja a Dzsemet Samszan csúcsnál eléri az 541 méter magasságot is.
A kitágult vízmosásoktól szabdalt kráter pereme természetes védőfalat képez, e védőfal előnyeit az ősi, 4-5000 éve létrejött település lakói kezdetektől kihasználták.

## Éghajlata

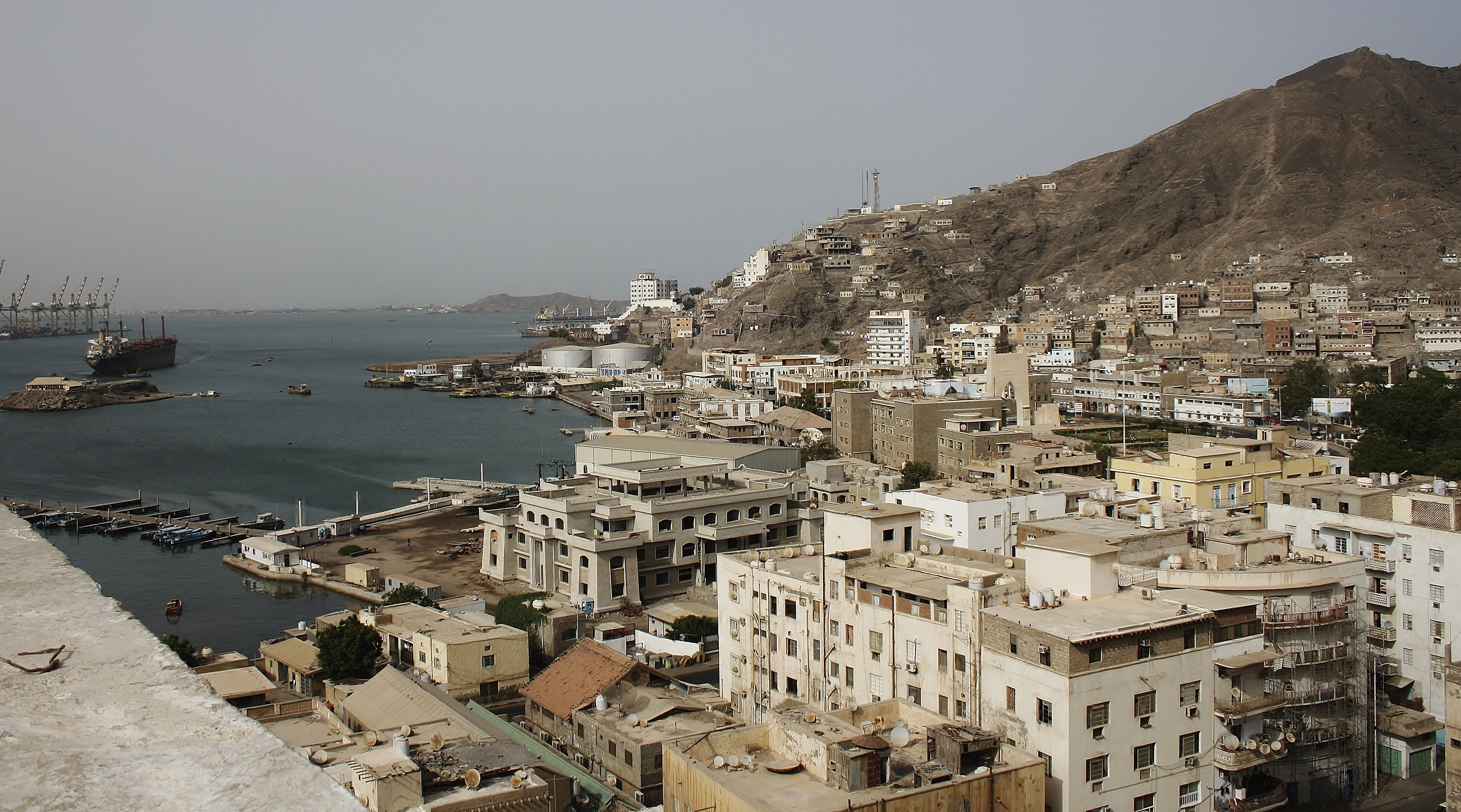
Áden

A város a trópusi sivatagok övében helyezkedik el. Az Ádeni-öböl környéke talán a földkerekség egyik legforróbb vidéke, itt az évi középhőmérséklet 29 °C. A legmelegebb hónap a június, ekkor 33 °C a középhőmérséklet. Az átlagos csúcsérték pedig árnyékban eléri a 36-37 °C-ot is. Ezért nyár közepén még a tenger vize is melegebb 30 °C-nál. A rekkenő hőséget szinte elviselhetetlenné fokozza a felhőtlen égbolt, a tűző napsütés, a kopár sziklák hősugárzása és a levegő nagy páratartalma.
Az évi átlagos csapadék Ádenben 40 mm, de akár egy egész év is eltelhet eső nélkül. Egyszer-egyszer viszont előfordulnak heves záporok is.
A lakosság már az ókortól ciszternákat épített itt, amelyek a kráter katlanára zúduló felhőszakadások vizeit fogják fel, és a hosszú száraz hónapokra gondolva tárolják. A 18 kisebb-nagyobb tárolómedence összesen 90 000 köbméter víz befogadására képes. A ciszternák mentén húzódó park a sivatagi környezetben valóságos édenkertnek tűnik. A város nevét is az éden szóra vezetik vissza. Az ősi tárolómedencék mára már nem elégítik ki a város vízigényét, ezért az 50 km-re fekvő Bir-Naszr oázisból csővezetéken érkező artézi vízzel pótolják a hiányzó vízmennyiséget.
| Hónap                          | Jan. | Feb. | Már. | Ápr. | Máj. | Jún. | Júl. | Aug. | Szep. | Okt. | Nov. | Dec. | Év   |
| ------------------------------ | ---- | ---- | ---- | ---- | ---- | ---- | ---- | ---- | ----- | ---- | ---- | ---- | ---- |
| Rekord max. hőmérséklet (°C)   | 31,1 | 31,7 | 35,0 | 37,8 | 41,1 | 41,1 | 41,1 | 42,8 | 38,3  | 38,9 | 35,0 | 32,8 | 42,8 |
| Átlagos max. hőmérséklet (°C)  | 28,5 | 28,6 | 30,2 | 32,2 | 34,1 | 36,6 | 35,9 | 35,3 | 35,4  | 33,0 | 30,7 | 28,9 | 32,5 |
| Átlagos min. hőmérséklet (°C)  | 22,6 | 23,2 | 24,0 | 25,6 | 27,7 | 28,8 | 28,0 | 27,5 | 27,8  | 24,6 | 23,2 | 22,9 | 25,5 |
| Rekord min. hőmérséklet (°C)   | 15,6 | 17,2 | 18,9 | 18,9 | 21,1 | 23,9 | 22,8 | 23,3 | 25,0  | 18,9 | 18,3 | 16,7 | 15,6 |
| Átl. csapadékmennyiség (mm)    | 6    | 3    | 5    | 2    | 1    | 0    | 3    | 3    | 5     | 1    | 3    | 5    | 37   |
| Havi napsütéses órák száma     | 242  | 203  | 217  | 240  | 304  | 282  | 242  | 270  | 270   | 295  | 285  | 257  | 3106 |
| Forrás: Deutscher Wetterdienst |      |      |      |      |      |      |      |      |       |      |      |      |      |

## Története

1590, a portugál flotta horgonyt vet Ádenben

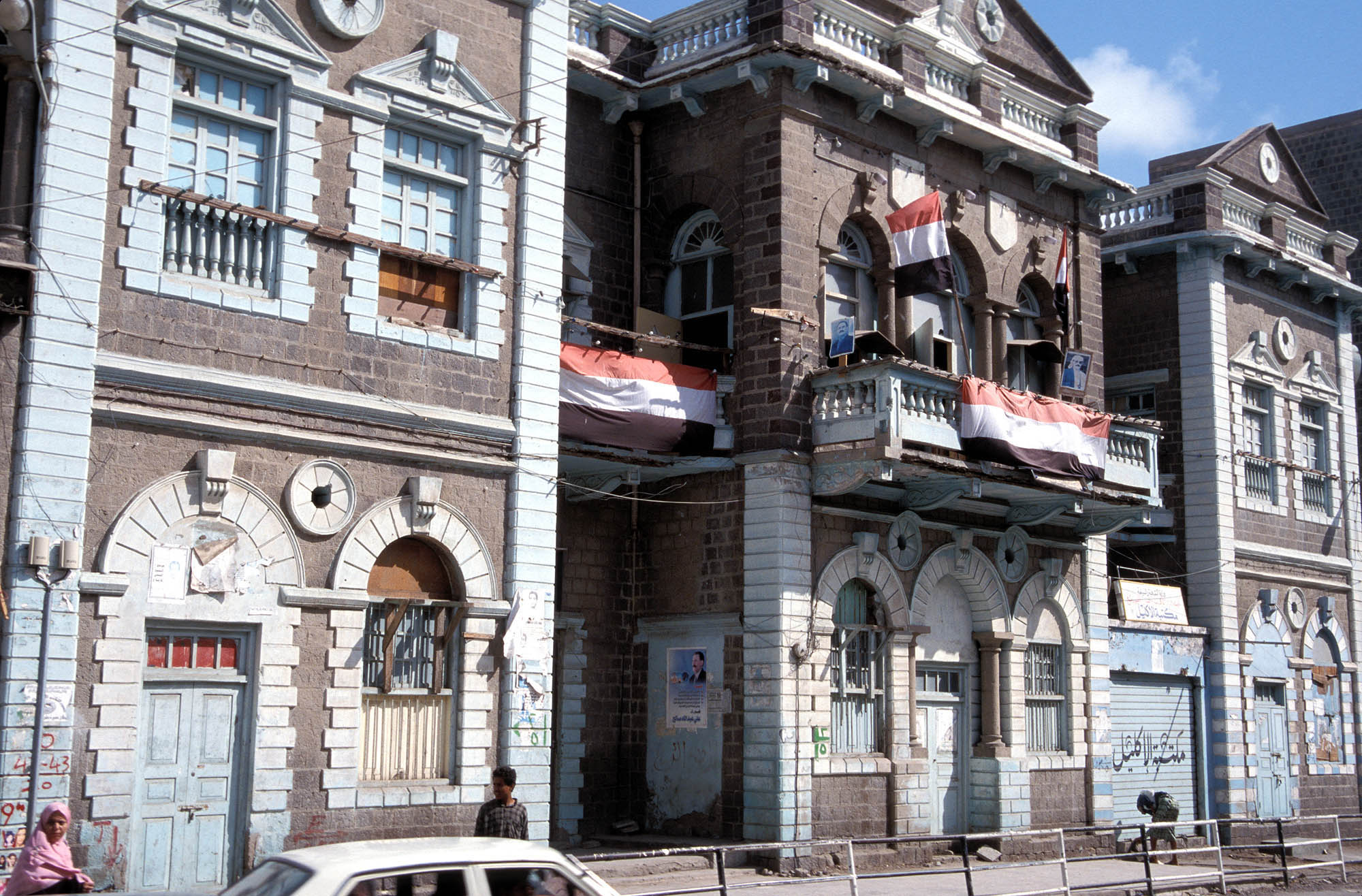
Ádeni utcarészlet

Áden már az ókorban az Arab-félsziget legfontosabb kikötője volt. Már az i. e. 3. században is lakott terület volt. Itt tették partra az Indiából érkező hajórakományokat, hogy aztán a szárazföldön kereskedőkaravánok vigyék tovább észak felé a hajóval érkezett árut.
A középkorban a tenger felől is fallal védték a várost.
1276-ban Marco Polo is járt itt és már ekkor 80 000-re becsülte a város lakosságát. 
Az újkor elejére Áden már hanyatlóban volt; birtoklásáért előbb a portugálok és törökök, majd a franciák és az angolok vetélkedtek.
1839-ben a Brit Kelet-indiai Társaság foglalta el a várost, mely addigra már csak körülbelül 500 lakosú halászfaluvá sorvadt. 1850-ben szabad kikötővé nyilvánították, az Afrikával folytatott kereskedelem központja lett.
Az angolok ekkor korszerű kikötő építésébe kezdtek, és 1869-ben a Szuezi-csatorna megnyitásával egyszeriben megnőtt Áden jelentősége is: a város lett a keleti hajóút mentén a legfontosabb üzemanyag és ivóvízfelvevő állomás, egyben az Indiai-óceánon tevékenykedő brit hadiflotta támaszpontja is. A település népessége gyors gyarapodásnak indult, indiai kereskedők, iparosok, szomáli munkások vándoroltak be és keveredtek el az arabokkal. Az 1980-as évekre Áden lakossága elővárosaival együtt elérte a félmilliót.
1967-ben ért véget a nemegyszer véres harcok kora, ekkor alakult meg a független Jemeni Népi Demokratikus Köztársaság.
2015. március 21-én, egy nappal a szaanai terrortámadás után a jemeni elnök Ádent nyilvánította Jemen ideiglenes fővárosának.

## Városrészei, ipara, kereskedelme

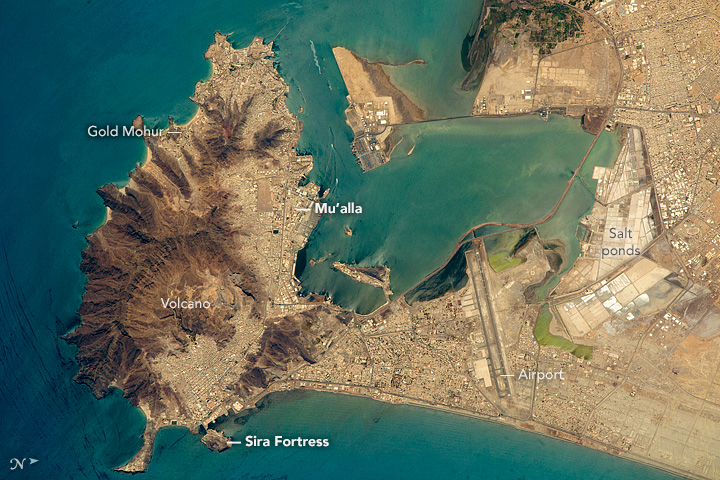
Áden műholdképen (észak jobbra van)

A várost a sziklává dermedt kráter vonulatai osztják több eltérő arculatú negyedre. Legjellegzetesebb negyede a Crater, amelyben az iszlám építészet és a gyarmati stílus keveredik. A Crater előterében fekvő Keleti-öböl mára eliszaposodott, ahol már csak kis halászhajók kötnek ki. Az egykori Rabszolga-szigeten pedig, amelyet ma Munka szigetének neveznek vitorláshajó építő- és javító műhelyek működnek.
A félsziget nyugati oldalán fekvő tágas sziklakatlanban áll a kőházakból álló Maalla-negyed, ahol a néprajzi és régészeti anyagára méltán büszke Nemzeti Múzeum áll.
Maalla tengerpartját a belső kikötő épületei; raktárak, dokkok, javítóműhelyek szegélyezik, melyekhez nyugaton nagy olajtartálytelep csatlakozik.
A Tavahi városrész is nyugat felé terül el. Ez az európai jellegű városrész a kereskedelmi és az üzleti élet központja. Ennek előterében van a külső kikötő, ahol a mély merülésű, modern hajóóriások horgonyoznak.
A félsziget szárazföldhöz kapcsolódó lapos földnyelvén a fiatalabb, Khormakszár városnegyed áll, ahol a forgalmas nemzetközi légikikötő is található.
Az Ádenhez kapcsolódó peremvárosok közül a legnagyobb a régi textiliparáról és vászonfestő műhelyeiről is híres Sejk Oszmán.
A kormányhivatalok székhelye pedig a mindössze ezer lakosú Medinet as-Sáb, mely egyben az ország szűkebb értelemben vett fővárosa is.
A Tavahi-öblöt nyugaton lezáró ugyancsak vulkáni eredetű félsziget a Litle-Aden zárja le. Itt működik az 1954-ben alapított kőolajfinomító, amely évi 8 millió tonna kőolaj feldolgozására alkalmas és egyben az ország legnagyobb ipari üzeme is, mely főként az Ádent érintő hajókat látja el üzemanyaggal, de innen szállítják a kőolaj lepárlási termékeit sok kisebb kelet-afrikai kikötőbe is.
A brit világbirodalom felbomlásával Áden katonai és politikai jelentősége is jelentősen csökkent. 1967 és 1975 között a függetlenné válás után a Szuezi-csatorna lezárása szinte teljesen megbénította a kikötő forgalmát, és korábbi méreteit később sem nyerte vissza.
A város létalapja máig a szabadkikötő, amely jelentős kereskedelmet és Észak-Jemen felé a tranzitszállításokat is lebonyolítja.

## Népessége
| 1994 | 398 294 |
| 2005 | 507 355 |